# Cheryl Toussaint
Cheryl Toussaint (Cheryl Renee Toussaint; * 16. Dezember 1952 in Brooklyn) ist eine ehemalige US-amerikanische Mittelstreckenläuferin und Sprinterin.
Bei den Panamerikanischen Spielen 1971 gewann sie in der 4-mal-400-Meter-Staffel mit der US-Mannschaft Gold.
Im Jahr darauf schied sie bei den Olympischen Spielen 1972 in München über 800 m im Vorlauf aus. In der 4-mal-400-Meter-Staffel gewann sie mit dem US-Quartett in der Besetzung Mable Fergerson, Madeline Manning-Jackson, Toussaint und Kathy Hammond die Silbermedaille in 3:25,15 min hinter der DDR-Stafette, die mit 3:22,95 min einen Weltrekord aufstellte.
1970 und 1971 wurde sie US-Meisterin über 880 Yards bzw. 800 m im Freien, 1972 und 1973 über 880 Yards in der Halle.